# Казанское (Вагайский район)
Каза́нское — село в Вагайском районе Тюменской области. Административный центр Казанского сельского поселения.

## География
Село находится на берегу реки Агитка. 

### Часовой пояс
Село Казанское, как и вся Тюменская область, находится в часовой зоне МСК+2. Смещение применяемого времени относительно UTC составляет +5:00.

## Население
| 2010 |
| ---- |
| 449  |

## Инфраструктура
В селе действуют общеобразовательная школа и дом культуры.